# Фед куп 2008.
Фед куп 2008 је 46 сезона Фед купа који играју женске националне тенсике репрезентације. Такмичење почиње 2.-3. фебруара а финални меч ће се одигрти 13.-14. септембра.

## Светска група
| Састав светске групе у 2008 | Састав светске групе у 2008 | Састав светске групе у 2008 | Састав светске групе у 2008 |
| --------------------------- | --------------------------- | --------------------------- | --------------------------- |
| Француска                   | Израел                      | Италија                     | Кина                        |
| Немачка                     | Русија                      | САД                         | Шпанија                     |

### Жреб
|  | Четвртфинале                                                                                | Четвртфинале                |                                    |   | Полуфинале | Полуфинале |  |  | Финале | Финале |
|  |                                                                                             |                             |                                    |   |            |            |  |  |        |        |
|  | 2-3. фебруар - Рамат Хашарон, Израел                                                        |                             |                                    |   |            |            |  |  |        |        |
|  |                                                                                             |                             |                                    |   |            |            |  |  |        |        |
|  | Русија                                                                                      | 4                           |                                    |   |            |            |  |  |        |        |
|  | Русија                                                                                      | 4                           | 26-27. април - Москва, Русија      |   |            |            |  |  |        |        |
|  | Израел                                                                                      | 1                           |                                    |   |            |            |  |  |        |        |
|  | Израел                                                                                      | 1                           | Русија                             | 3 |            |            |  |  |        |        |
|  | 2-3. фебруар - Ла Хоја, САД                                                                 |                             | Русија                             | 3 |            |            |  |  |        |        |
|  |                                                                                             | САД                         | 2                                  |   |            |            |  |  |        |        |
|  | САД                                                                                         | САД                         | 2                                  | 4 |            |            |  |  |        |        |
|  | САД                                                                                         |                             | 13-14. септембар - Мадрид, Шпанија | 4 |            |            |  |  |        |        |
|  | Немачка                                                                                     | 1                           |                                    |   |            |            |  |  |        |        |
|  | Немачка                                                                                     | 1                           | Русија                             | 4 |            |            |  |  |        |        |
|  | 2-3. фебруар - Пекинг, Кина                                                                 |                             | Русија                             | 4 |            |            |  |  |        |        |
|  |                                                                                             | Шпанија                     | 0                                  |   |            |            |  |  |        |        |
|  | [[Датотека:Flag of the People's Republic of China.svg\|23x15px\|border \|alt=\|link=]] Кина | Шпанија                     | 0                                  | 3 |            |            |  |  |        |        |
|  | [[Датотека:Flag of the People's Republic of China.svg\|23x15px\|border \|alt=\|link=]] Кина | 26-27. април - Пекинг, Кина |                                    | 3 |            |            |  |  |        |        |
|  | Француска                                                                                   | 2                           |                                    |   |            |            |  |  |        |        |
|  | Француска                                                                                   | 2                           | Кина                               | 1 |            |            |  |  |        |        |
|  | 2-3. фебруар - Напуљ, Италија                                                               |                             | Кина                               | 1 |            |            |  |  |        |        |
|  |                                                                                             | Шпанија                     | 4                                  |   |            |            |  |  |        |        |
|  | Шпанија                                                                                     | Шпанија                     | 4                                  | 3 |            |            |  |  |        |        |
|  | Шпанија                                                                                     |                             |                                    | 3 |            |            |  |  |        |        |
|  | Италија                                                                                     | 2                           |                                    |   |            |            |  |  |        |        |
|  | Италија                                                                                     | 2                           |                                    |   |            |            |  |  |        |        |

Победници настављају борбу за титулу, а 4 поражене екипе су са победницама Светске гупе II играле 26 - 27. априла плеј оф за попуну Светске групе за 2009. годину.

## Светска група плеј оф
У доигравању (плеј офу) за попуну Светске групе играју поражене екипе из првог кола Светске групе Израел, Италија, Француска и Немачка, против победница из првог кола Светске групе II Украјине, Аргентине, Јапана, и Чешке Републике. Мечеви ће се играти 26/27. априла 2008.
| Место(подлога)                     | Екипа домаћина | Резултат | Гостујућа екипа |
| ---------------------------------- | -------------- | -------- | --------------- |
| Рамат Хашарон, Израел тврда (зат.) | Израел         | 2 - 3    | Чешка           |
| Токио, Јапан (тврда зат.)          | Јапан          | 1 - 4    | Француска       |
| Ђеовилађе, Италија шљака           | Италија        | 3-2      | Украјина        |
| Буенос Ајрес, Аргентина (шљака)    | Аргентина      | 3 -2     | Немачка         |

Победнице Француска, Италија, Аргентина и Чешка Република ће се 2009. такмичити у Светкој групи, а поражени Јапан, Израел, Украјина и Немачка у Светској групи II.

## Светска група II
Мечеви ће се играти 2-3. фебруара
| Место(подлога)                     | Екипа домаћина | Резултат | Гостујућа екипа |
| ---------------------------------- | -------------- | -------- | --------------- |
| Харков, Украјина шљака (зат.)      | Украјина       | 3-2      | Белгија (1)     |
| Miki-shi, Јапан (тврда зат.)       | Јапан (4)      | 4-1      | Хрватска        |
| Брно, Чешка Република тепих (зат.) | Чешка (3)      | 3-2      | Словачка        |
| Буенос Ајрес, Аргентина (шљака)    | Аргентина      | 4-1      | Аустрија (2)    |

Победници Украјина, Јапан, Чешка Република и Аргентина ће са пораженим екипама из Светске групе играти 26 - 27. априла у доигравае (плеј оф) за попуну Светске групе за 2009 годину.
Поражене екипе Белгија, Хрватска, Словачка и Аустрија играју доигравања (плеј оф) за опстанак у Светској групи II.

## Светска група II плеј оф
Такмичење у плеј офу за попуну Светске групе II одржаће се 26/27. априла 2008.
У плеј офу играју 4 екипе које су поражене у првпм колу Светске групе II: Хрватска, Белгија, Словачка, Аустрија, и четири екипе победнице регионалних такмичења: две екипе из Евро/Афричке зоне Србија и Швајцарска, победник Америчке зоне Колумбија и Азијско/Океанијске зоне Узбекистан.
| Место(подлога)                    | Екипа домаћина | Резултат | Гостујућа екипа |
| --------------------------------- | -------------- | -------- | --------------- |
| Загреб, Хрватска тврда (зат.)     | Хрватска       | 2 - 3    | Србија          |
| Братислава, Словачка шљака (зат.) | Словачка       | 5 - 0    | Узбекистан      |
| Монс, Белгија тврда (зат.)        | Белгија        | 5 - 0    | Колумбија       |
| Дорнбирн, Аустрија тврда (зат)    | Аустрија       | 2-3      | Швајцарска      |

Победници Србија, Белгија, Словачка и Швајцарска ће 2009 играти у Светској групи II, а поражени у Првим групама регионалних зона. Хрватска и Аустрија у Евро/Афричкој, Колумбија у Америчкој и Узбекистан у Азијско/Океанијској Првој групи.

## Америчка зона

### Прва група
- Бразил
- Канада
- Колумбија - пласирала се у доигравање за пласман у Светску лигу II 2009.
- Мексико - испала у Другу групу за 2009
- Парагвај
- Порторико
- Уругвај - испала у Другу групу за 2009

### Друга група
- Бахаме - пласирали се у Прву групу за 2009.
- Барбадос
- Бермуди
- Боливија
- Чиле
- Куба
- Доминиканска Република
- Еквадор
- Гватемала
- Хондурас
- Панама
- Тринидад и Тобаго
- Венецуела - пласирала се у Прву групу 2009.

Одустали: Јамајка, Перу и Костарика

## Евроафричка зона

### Прва група
- Белорусија
- Бугарска
- Данска
- Грузија - испала у Другу групу за 2009
- Уједињено Краљевство
- Мађарска
- Луксембург
- Холандија
- Пољска
- Португалија - испала у Другу групу за 2009
- Румунија
- Србија - пласирала се у доигравање за пласман у Светску лигу II 2009.
- Словенија
- Шведска
- Швајцарска - пласирала се у доигравање за пласман у Светску лигу II 2009.

### Друга група
- Босна и Херцеговина - пласирала се у Прву групу за 2009.
- Естонија - пласирала се у Прву групу за 2009.
- Грчка - испала у Трећу групу за 2009.
- Ирска - испала у Трећу групу за 2009.
- Литванија
- Јужна Африка
- Турска

### Трећа група
- Јерменија
- Египат
- Финска
- Исланд
- Летонија - Пласирала се у Другу групу за 2009.
- Маурицијус
- Молдавија
- Црна Гора
- Мароко - Пласирао се у Другу групу за 2009.
- Норвешка
- Зимбабве

одустали Лихтенштајн и Малта

## Азијскоокеанијска зона

### Прва група
- Аустралија
- Нови Зеланд
- Индија
- Индонезија
- Тајланд
- Кинески Тајпеј
- Хонгконг - испао у Другу групу за 2009
- Узбекистан - пласирао се у доигравање за пласман у Светску лигу II 2009.

### Друга група
- Јордан
- Казахстан
- Филипини
- Сингапур
- Јужна Кореја - пласирала се у Прву групу 2009.
- Шри Ланка
- Сирија
- Туркменистан